# Joseph Gaydos
Joseph Matthew Gaydos (Braddock, 3 luglio 1926 – Elizabeth, 7 febbraio 2015) è stato un politico statunitense, membro della Camera dei Rappresentanti per lo stato della Pennsylvania dal 1968 al 1993.

## Biografia
Nato a Braddock da padre slovacco, Gaydos svolse il servizio militare nella riserve della marina durante la seconda guerra mondiale. Si laureò in giurisprudenza all'Università di Notre Dame e lavorò come avvocato.
Entrato in politica con il Partito Democratico, nel 1966 venne eletto all'interno del Senato di stato della Pennsylvania, la camera alta della legislatura statale.
Nel 1968, alla morte del deputato Elmer Holland, Gaydos prese parte alle elezioni speciali indette per riassegnare il suo seggio alla Camera dei Rappresentanti e riuscì a farsi eleggere. Nella stessa occasione, vinse anche le elezioni generali per il successivo Congresso. Negli anni successivi fu riconfermato per altri dieci mandati, fin quando nel 1992 annunciò la propria intenzione di non ricandidarsi ulteriormente. Joseph Gaydos fu la prima persona di origini slovacche ad essere eletta al Congresso.
Joseph Gaydos morì nel 2015 all'età di ottantotto anni.